# Volkswagen Caddy

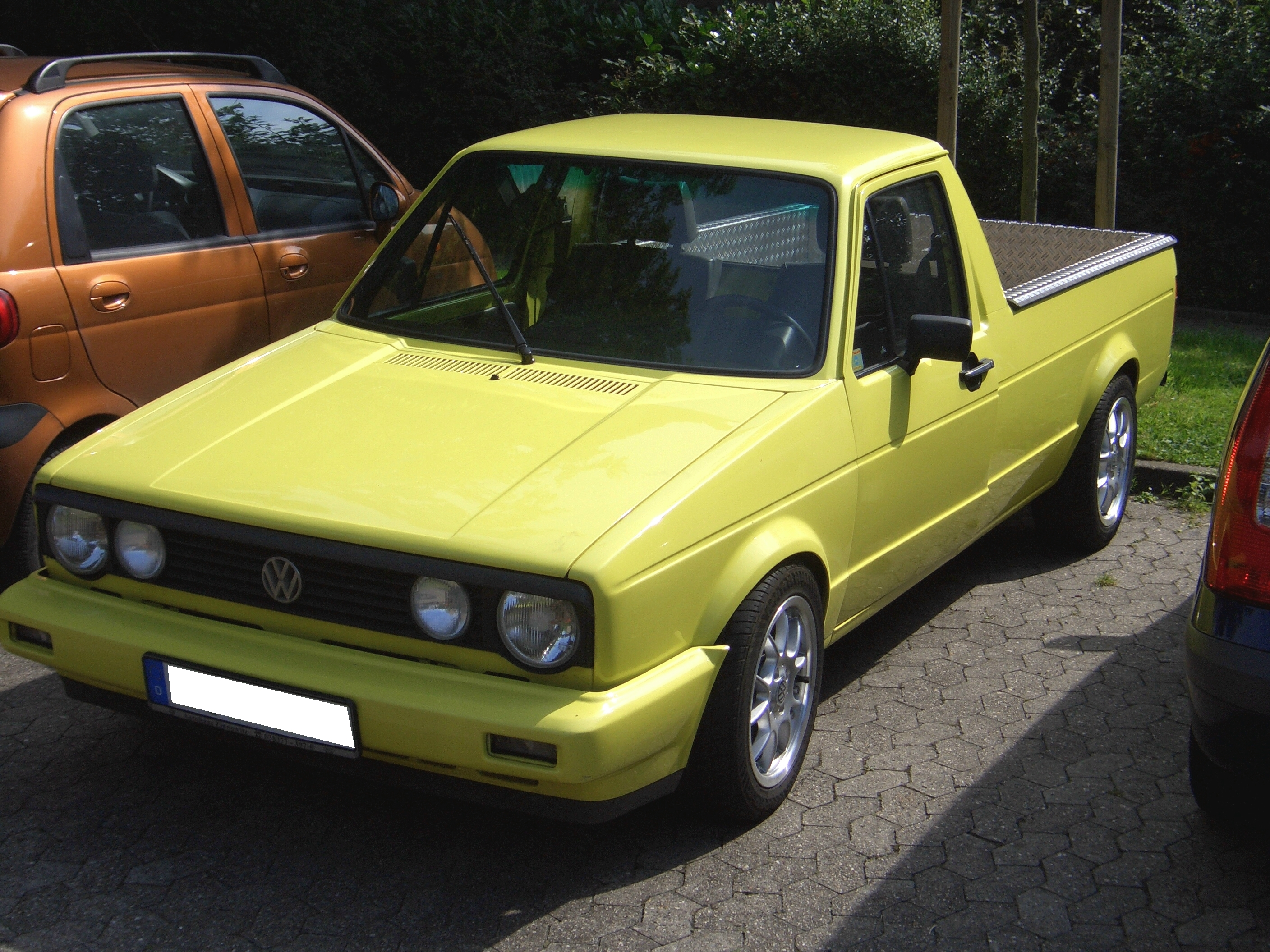
VW Caddy I

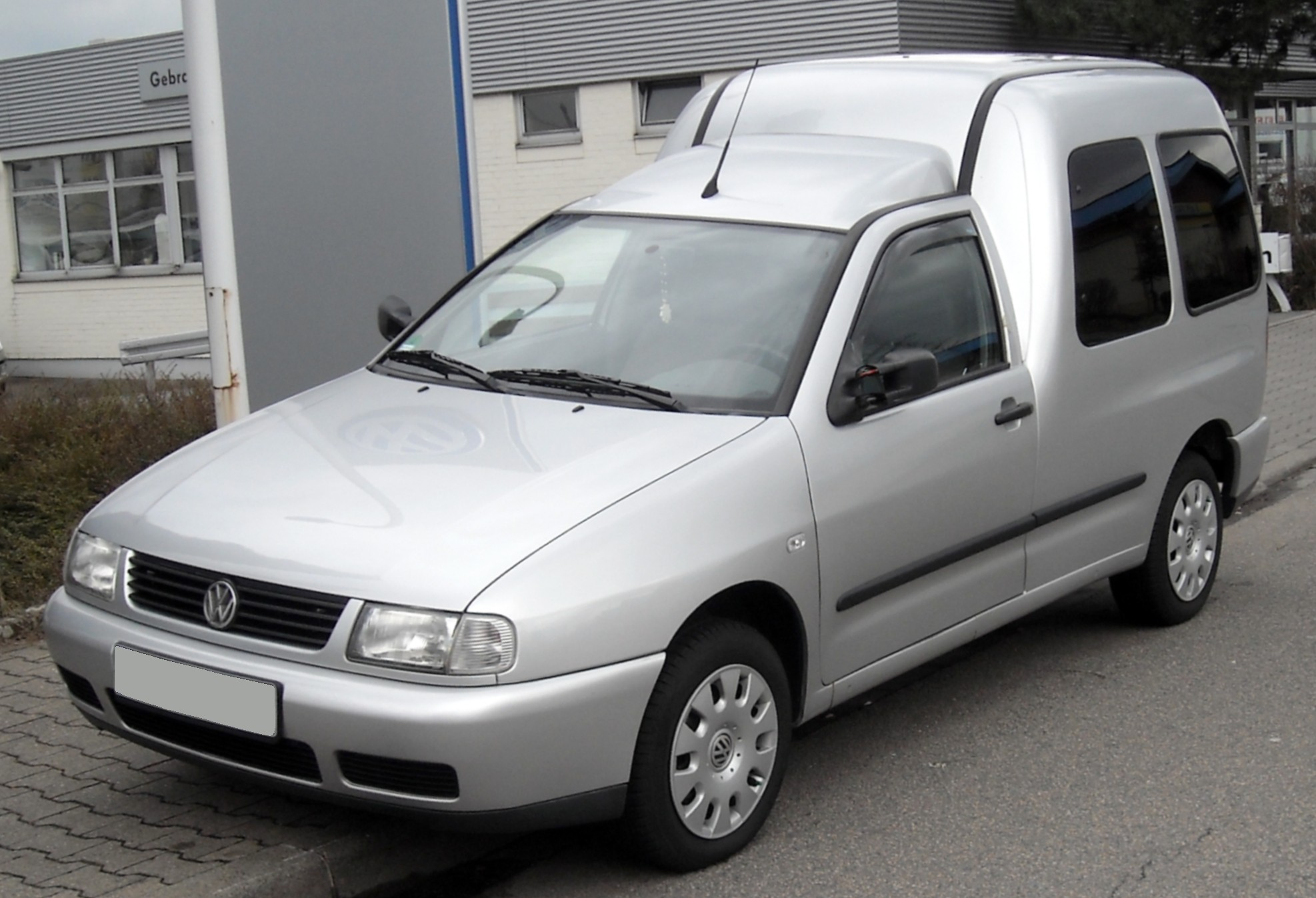
VW Caddy II

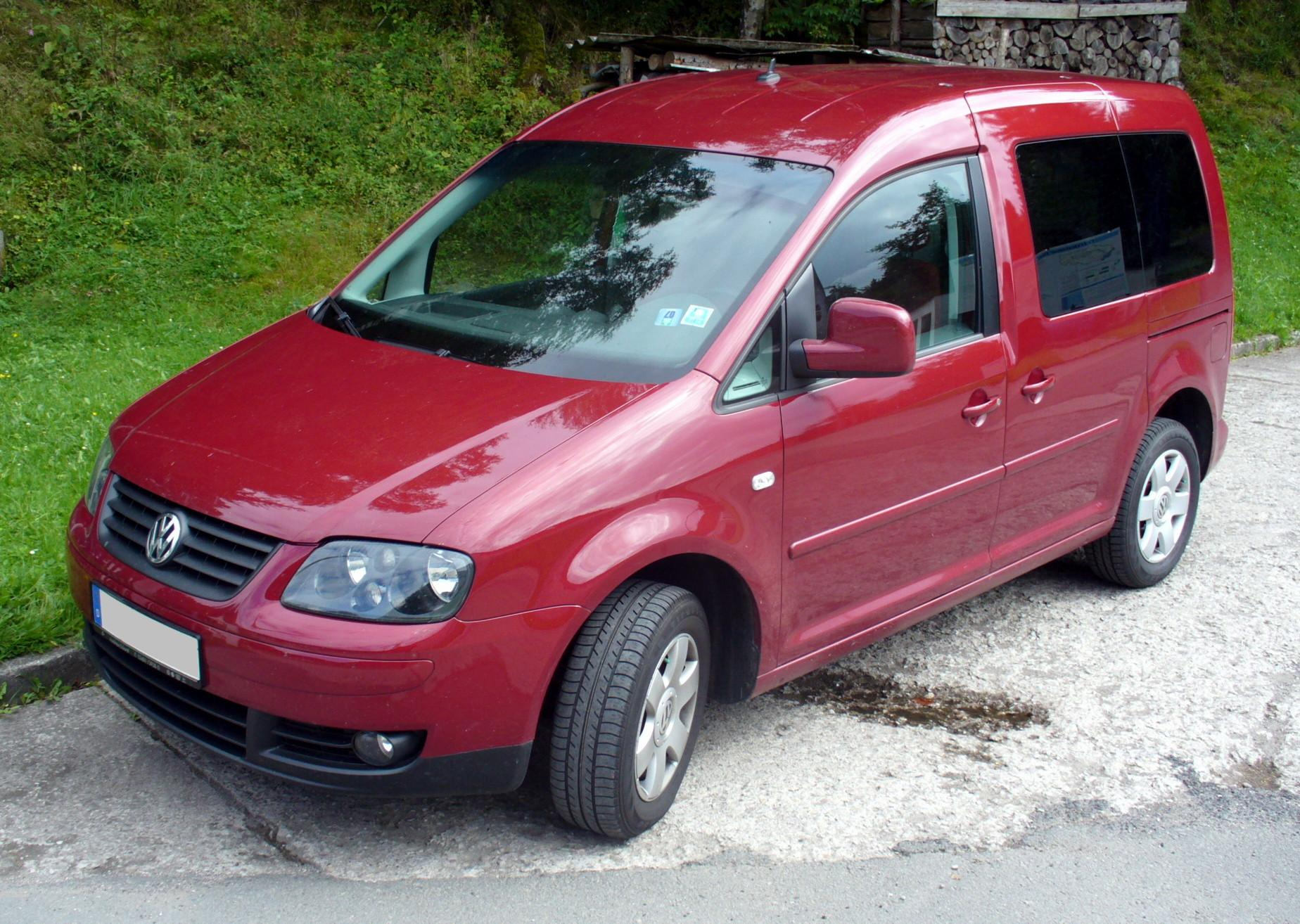
VW Caddy III

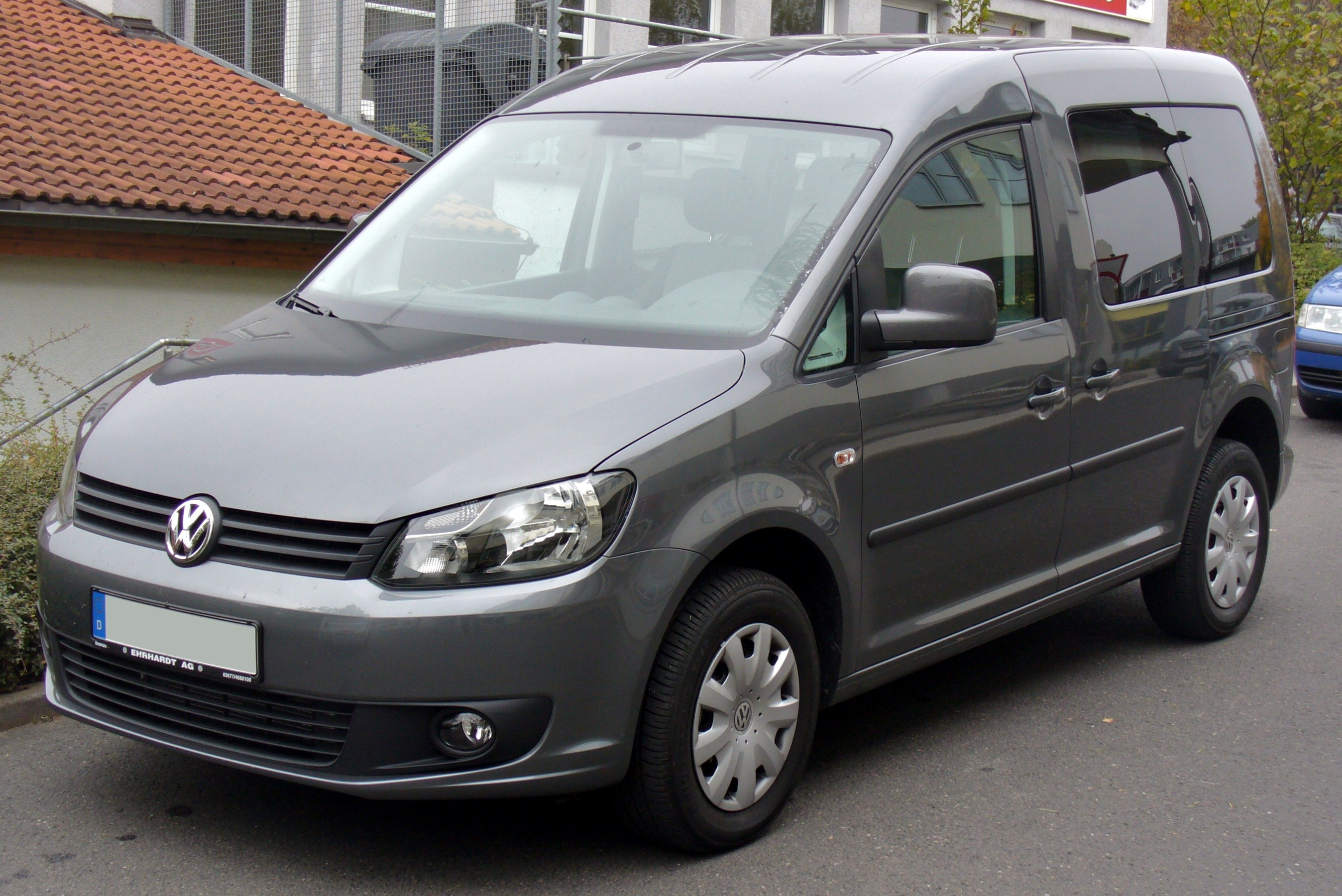
VW Caddy III facelift 2010

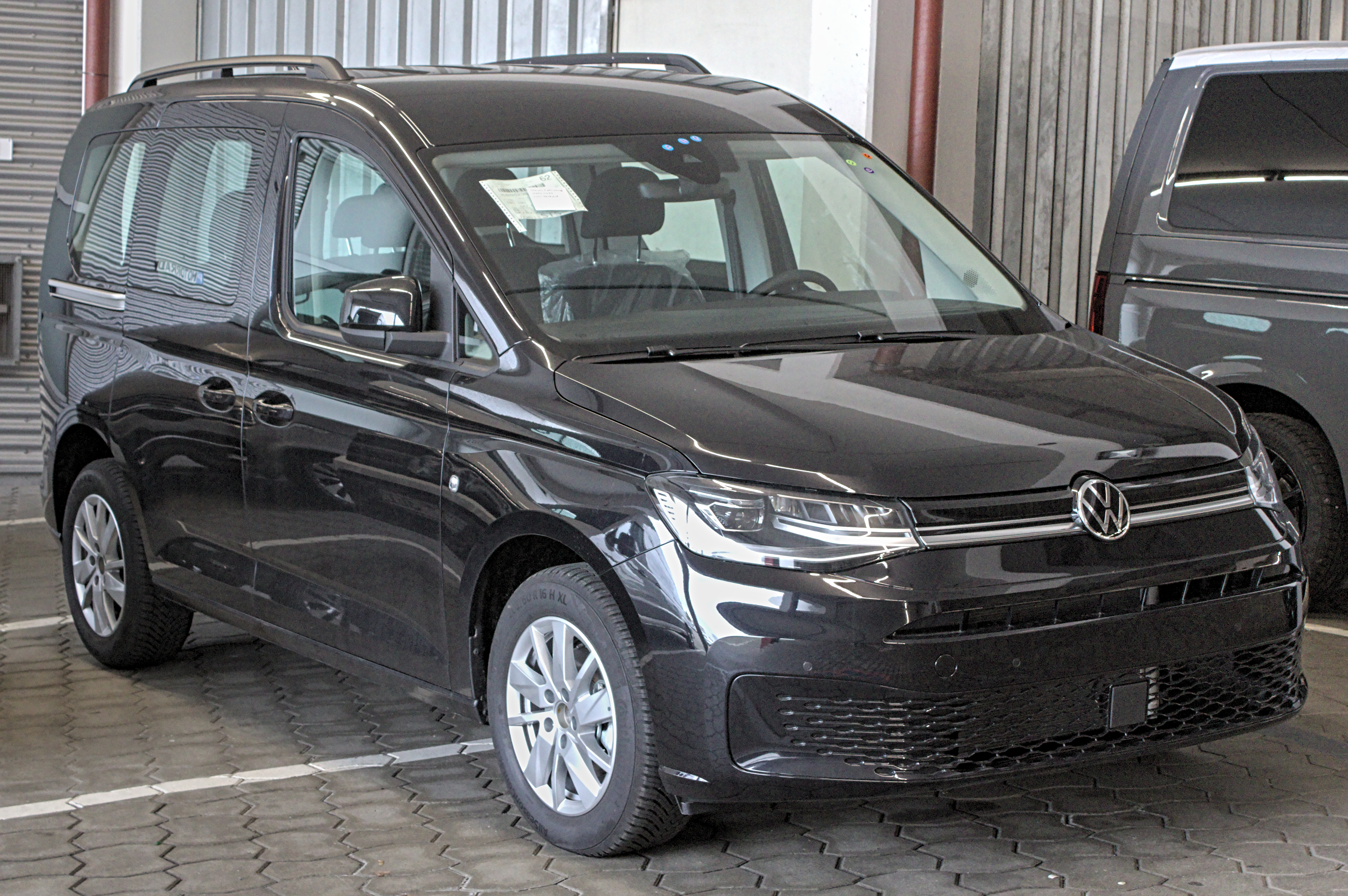
VW Caddy V

De Volkswagen Caddy is een bedrijfswagen van het merk Volkswagen.

## Eerste generatie | 1983 - 1992
Oorspronkelijk bedoeld voor de Amerikaanse markt en gebaseerd op de in de Verenigde Staten geleverde Golf mk I.
In Europa in 1983 op de markt gekomen in diverse varianten, als open pick-up of als gesloten bestelwagen. Voor de Europese markt werd dit model uitsluitend in Joegoslavië geproduceerd bij TAS. Meer dan 10.000 Caddy's werden jaarlijks naar West-Europa geëxporteerd, als tegenprestatie ontving TAS onderdelen voor de productie van de VW Golf en VW Jetta in Sarajevo.

## Tweede generatie | 1995 - 2004
In 1995 introduceerde Volkswagen de nieuwe Caddy. Het gesloten model, de bestelwagen, is gebaseerd op het 6KV platform dat ook gebruikt werd voor de Volkswagen Polo Classic en Polo Variant. Het gesloten model werd ook door SEAT aangeboden als Seat Inca. Het motorenaanbod bestond uit een 1,9l SDI dieselmotor 47kw/64pk, een 1,9l TDI dieselmotor met 66kw/90pk en benzine motoren van 1,4l (44kw/60pk tot 55kw/75pk) en een 1,6l 55kw/75pk.
De pick-upversie was gebaseerd op de Škoda Felicia.

## Derde generatie | 2004 - 2020
In 2004 introduceerde Volkswagen de derde generatie van de Caddy
Dit model is gebaseerd op de Golf mk5 (motor) en Touran (chassis en body).
Naast de bedrijfswagen uitvoering is de Caddy ook leverbaar als personenauto. Er is ook een Maxi variant beschikbaar (langere wielbasis).
In 2010 en 2015 kreeg de Caddy een facelift.

### Uitvoeringen 2020 - België
Uitvoeringen verkrijgbaar in 2020, zowel korte als lange wielbasis (Maxi):
- Caddy Trendline
- Caddy Trendline Family
- Caddy Alltrack
- Caddy Highline

### Motorisaties 2020 - België

#### Benzine
- 1.0 TSI - 102pk/75KW - 5 versnellingen manueel
- 1.4 TSI - 130pk/96KW - 6 versnellingen manueel / 7 versnellingen automaat DSG

#### Diesel
- 2.0 TDI - 102pk/75KW - 5 versnellingen manueel / 6 versnellingen automaat DSG
- 2.0 TDI - 150pk/110KW - 6 versnellingen manueel / automaat DSG (standaard 4Motion voor Caddy Maxi)

#### Aardgas
- 1.4 TGI - 110pk/81KW - 6 versnellingen manueel

## Vierde generatie | 2021 - heden
In december 2019 bracht Volkswagen teaserschetsen uit van een volledig nieuwe Caddy. De vierde generatie zal eindelijk het MQB-platform krijgen. De hoogtechnologische Caddy zal optioneel beschikbaar zijn met een groot panoramadak, het grootste in zijn segment. Het nieuwe model werd in februari 2020 voorgesteld aan het publiek.